# Pentila
Pentila is een geslacht van vlinders van de familie Lycaenidae, uit de onderfamilie Poritiinae.

## Soorten
- P. abraxas (Westwood, 1851)
- P. alba Dewitz, 1886
- P. amaenaidoides (Holland, 1893)
- P. amenaida Hewitson, 1873
- P. aspasia Grünberg, 1910
- P. auga Karsch, 1895
- P. bertha (Smith & Kirby, 1894)
- P. bitje Druce, 1910
- P. camerunica Stempffer & Bennett, 1961
- P. carcassoni Stempffer & Bennett, 1961
- P. clarensis Neave, 1903
- P. cloetensi Aurivillius, 1897
- P. condamini Stempffer, 1963
- P. cydaria (Grose-Smith, 1898)
- P. christina Suffert, 1904
- P. elfrieda Suffert, 1904
- P. elpinice Grünberg, 1911
- P. evander (Cramer, 1782)
- P. fallax Bethune-Baker, 1915
- P. fidonioides Schultze & Aurivillius, 1910
- P. glagoessa (Holland, 1893)
- P. hedwiga Suffert, 1904
- P. hewitsoni (Smith & Kirby, 1887)
- P. inconspicua Druce, 1910
- P. landbecki Stempffer & Bennett, 1961
- P. lasti (Smith & Kirby, 1889)
- P. laura (Kirby, 1890)
- P. lavinia (Kirby, 1890)
- P. leopardina Schultze & Aurivillius, 1910
- P. limbata (Holland, 1893)
- P. lucayensis Schultze & Aurivillius, 1910
- P. lunaris (Weymer, 1892)
- P. maculata (Kirby, 1887)
- P. mariana Suffert, 1904
- P. mesia Hulstaert, 1924
- P. mombasae (Smith & Kirby, 1889)
- P. multiplagata Bethune-Baker, 1908
- P. multipunctata Lathy, 1903
- P. mylothrina (Butler, 1888)

- P. nero (Smith & Kirby, 1894)
- P. nigeriana Stempffer & Bennett, 1961
- P. nyassana Aurivillius, 1898
- P. occidentalium Aurivillius, 1899
- P. pardalena Druce, 1910
- P. pauli Staudinger, 1888
- P. petreia Hewitson, 1874
- P. petreoides Bethune-Baker, 1915
- P. phidia Hewitson, 1874
- P. picena Hewitson, 1874
- P. preussi Staudinger, 1888
- P. prodita Schultze & Aurivillius, 1910
- P. pseudorotha Stempffer & Bennett, 1961
- P. radiata Lathy, 1903
- P. rogersi (Druce, 1907)
- P. rondo Kielland
- P. rotha Hewitson, 1873
- P. subfuscata Hawker-Smith, 1933
- P. subochracea Hawker-Smith, 1933
- P. tachyroides Dewitz, 1879
- P. telesippe Grünberg, 1910
- P. tochyroides Suffert, 1904
- P. torrida (Kirby, 1887)
- P. tripunctata (Smith & Kirby, 1894)
- P. tropicalis (Boisduval, 1847)
- P. umangiana Aurivillius, 1898
- P. umbra Holland, 1892
- P. yaunda Karsch, 1895